# David Tkachuk
David Tkachuk, né le 18 février 1945, est un sénateur canadien.
Tkachuk a obtenu un B.A. de l'université de la Saskatchewan en 1965 et un certificat d'enseignement en 1966. Il rejoint le Parti progressiste-conservateur de la Saskatchewan en 1974. Il contribue à reconstruire l'organisation, à l'époque moribonde, en une force électorale qui est capable de former un gouvernement en Saskatchewan sous Grant Devine. Tkachuk sert dans le Cabinet du premier ministre à titre de secrétaire principal de Devine. Tkachuk travaille également pour le Parti du Crédit social de la Colombie-Britannique pendant une année.
Militant de longue date du Parti progressiste-conservateur fédéral, Tkachuk est nommé au Sénat en juin 1993 sur la recommandation de Brian Mulroney, quelques semaines avant sa retraite en tant que premier ministre du Canada.
Il a siégé au Sénat en tant que progressiste-conservateur et siège aujourd'hui sous la bannière du Parti conservateur du Canada. En mars 2005, le chef conservateur Stephen Harper nomme Tkachuk au poste de président sénatorial pour la prochaine campagne électorale du parti. Tkachuk avait précédemment été vice-président de la campagne électorale du Parti progressiste-conservateur en 1997.
Tkachuk est président de la Société John Diefenbaker depuis 1992, et a été central dans l'obtention de fonds pour garder les documents de l'ancien premier ministre au Centre John G. Diefenbaker de l'Université de la Saskatchewan. Il est également président du Blackstrap Hospitality Corporation, et il siège au conseil de Calian Technology Ltd. Il est également actif au sein de la communauté ukrainienne.